# گله دوش تپه و پناهگاه زیرزمینی برسلان
گله دوش تپه و پناهگاه زیرزمینی برسلان مربوط به سده ۶ و ۱۰ قمری است و در شهرستان قوچان، ۱ کیلومتری شمال روستای برسلان واقع شده و این اثر در تاریخ ۶ مهر ۱۳۸۴ با شمارهٔ ثبت ۱۳۴۲۷ به‌عنوان یکی از آثار ملی ایران به ثبت رسیده است.